# Studio Murena
Lo Studio Murena è un gruppo jazz rap nato a Milano nel 2018. Il loro sound attinge dal jazz, dall'elettronica e trova nel rap il linguaggio che ne contraddistingue la narrazione.

## Storia
Dopo aver pubblicato il loro primo lavoro completamente strumentale nell'estate del 2018, Crunchy Bites, il gruppo ha avuto da subito la possibilità di esibirsi su grandi palchi quali JazzMI, MusicalZOO e Jazz On The Road.
Il gruppo inizialmente composto da un trio formatosi al Conservatorio di Milano, successivamente si amplia orientandosi verso sonorità rap con l'ingresso di Lorenzo Carminati alla voce. In formazione di sei elementi, durante il corso del 2020 la band termina i lavori per l’uscita del loro disco eponimo, che vede la luce nel febbraio del 2021. Il disco, la cui prima tiratura vinile va sold out in meno di tre mesi dall'uscita, raccoglie recensioni entusiastiche sui media di settore, molte delle quali definiscono la band come un vero e proprio "miracolo italiano".
Nell'estate del 2021 suonano al Mi Manchi organizzato dal Mi Ami Festival, al Locus Festival, passando per l'Ortigia Sound Festival e Apolide Festival ed in inverno sono presenti all'interno del corto natalizio dal titolo O Night Divine realizzato da Luca Guadagnino per Zara. Sempre nello stesso periodo, la band viene contattata da Dardust per una recording session alle Officine Meccaniche di Milano sotto la guida e supervisione di Taketo Gohara per il nuovo disco dell'artista. A seguito di questa esperienza, nel dicembre del 2021, la band chiude l'anno con un dj set per Tommy Hilfiger e Radio Raheem al People's Place di Milano.
Durante l'estate del 2022 riparte l'attività live della band, che inizia dal palco della collinetta del MI AMI, e li porta fino alla performance davanti a quasi 200mila persone a Melpignano, per la Notte della Taranta 2022 diretta dal maestro concertatore Dardust. 
Ad ottobre del 2022 la band firma un contratto con Virgin Music Italia e si mette al lavoro su un nuovo disco ai Laboratori Testone di Milano con la produzione artistica di Tommaso Colliva. Seguono i singoli Corri, Marionette e Sull’amore e altre oscure questioni che portano alla pubblicazione dell'album WadiruM il 12 maggio 2023, che dà nome anche al club tour partito a novembre da Pordenone.
Il 2 luglio 2023 suonano agli I-Days aprendo i concerti di Primal Scream, Skunk Anansie e Red Hot Chili Peppers. Ad agosto suonano per la prima volta fuori dall'Italia allo Sziget Festival di Budapest. Il 30 settembre 2023 si esibiscono a Musica da bere dove vengono premiati con la Targa Artista emergente.
Il 9 maggio 2025 pubblicano per Island Records l'album Notturno, anticipato dal singolo Jazzhighlanders, uscito invece il 4 aprile dello stesso anno. Nel mese di novembre partono con il Notturno Club Tour 2025 con date in sette città italiane.

## Formazione
- Amedeo Nan (chitarra elettrica)
- Giovanni Ferrazzi (elettronica, sampler)
- Lorenzo Carminati (voce)
- Marco Falcon (batteria)
- Matteo Castiglioni (tastiere e synth)
- Maurizio Gazzola (basso elettrico)[11]

## Discografia

### Album
- 2018 – Crunchy Bites
- 2021 – Studio Murena
- 2023 – WadiruM
- 2025 – Notturno

### EP
- 2020 – EP1